# Celleporaria aperta
Celleporaria aperta är en mossdjursart som först beskrevs av Walter Douglas Hincks 1882.  Celleporaria aperta ingår i släktet Celleporaria och familjen Lepraliellidae. Inga underarter finns listade i Catalogue of Life.